# Ик (приток Тобола)
Ик (Ик-Черный) — река в Курганской области России, левый приток реки Тобол.
Река Ик не судоходна. Впадает в реку Тобол у д. Иковское.
Замерзает река в начале ноября. Устойчивый ледостав сохраняется 135—176 суток. Вскрывается река в конце марта — начале апреля.

## Притоки
- Деулка
- Малый Ик
- Чёрная
- Черемшанка
- Плотинка
- Михаль

## Населённые пункты

### Каргапольский район

#### Банниковский сельсовет
- с. Большое Банниково
- д. Малое Банниково

### Кетовский район

#### Чашинский сельсовет
- кордон Чёрный
- п. Чашинский
- п. Илецкий

#### Старопросветский сельсовет
- п. Старый Просвет

#### Большечаусовский сельсовет
- п. Чистопрудный
- дет. лаг. Лесная Сказка
- дет. лаг. им. С. Тюленина
- дет. лаг. им. З. Космодемьянской
- дет. лаг. Черёмушки

### Белозерский район

#### Рычковский сельсовет
- дет. лаг. им. Коли Мяготина
- д. Редькино
- д. Русаково
- с. Рычково
- д. Говорухино
- с. Кошкино

## Данные водного реестра
По данным государственного водного реестра России и геоинформационной системы водохозяйственного районирования территории РФ, подготовленной Федеральным агентством водных ресурсов:
- Бассейновый округ — Иртышский
- Речной бассейн — Иртыш
- Речной подбассейн — Тобол (российская часть бассейна)
- Водохозяйственный участок — Тобол от города Курган до впадения реки Исеть.